# Jeanne de Bourgogne (v. 1293-1349)
Ne pas confondre avec l'autre reine de France Jeanne de Bourgogne (morte en 1330), comtesse de Bourgogne et d'Artois, épouse du roi Philippe V le Long (1316-1322).
Pour les articles homonymes, voir Jeanne de Bourgogne et Jeanne la Boiteuse.
Jeanne de Bourgogne (vers 1293 – 12 décembre 1349), parfois surnommée Jeanne la Boiteuse, devient, par son mariage avec le futur roi Philippe VI de Valois, reine de France de 1328 à 1349. Elle est aussi la mère du roi Jean II le Bon.

## Biographie

### Une princesse bourguignonne
Jeanne est la troisième fille de Robert II, duc de Bourgogne et de son épouse Agnès de France, dernière fille du roi Saint Louis.
Le 24 mars 1303, à Sens, la jeune Jeanne est promise en mariage par ses parents à Philippe, fils aîné de Charles de Valois, frère du roi Philippe IV le Bel, avec une dot de 55 000 livres tournois. Par la même convention, le frère de Jeanne, Hugues, héritier du duché, est promis à Catherine, demi-sœur de Philippe de Valois née du remariage de son père avec Catherine de Courtenay, impératrice titulaire latine de Constantinople,.
Le mariage entre Jeanne de Bourgogne et Philippe de Valois n'a lieu que dix ans plus tard, à la fin juillet 1313, au château de Fontainebleau. En même temps est célébrée l'union de Catherine de Valois, demi-sœur du marié et héritière des droits théoriques sur le défunt empire latin de Constantinople, avec Philippe, prince de Tarente, frère de Robert Ier, roi de Naples.

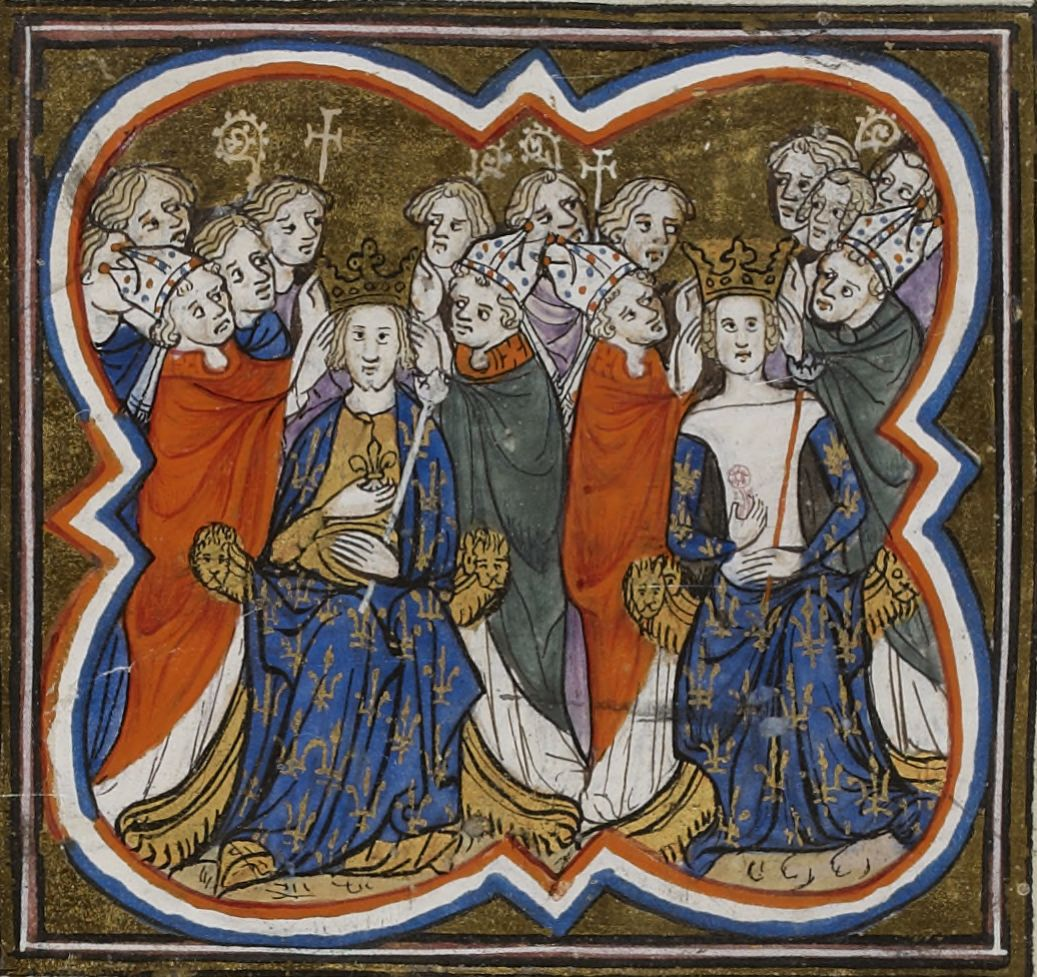
Couronnement de Philippe de Valois et de Jeanne de Bourgogne, enluminure d'un manuscrit des Grandes Chroniques de France.

Par son mariage avec Philippe de Valois, Jeanne devient successivement comtesse du Maine (1314-1328), puis comtesse de Valois et d'Anjou (1325-1328) et reine de France (1328-1349), lorsque son époux monte sur le trône en 1328 sous le nom de Philippe VI.

### Reine de France
Durant la guerre de Cent Ans, Jeanne de Bourgogne fut amenée à exercer la régence du royaume. Dès 1338, Philippe VI, dans l'obligation de se déplacer constamment pour livrer bataille, lui confia les pleins pouvoirs en son absence. Cette fonction lui attira une bien mauvaise réputation, accentuée par sa difformité — Jeanne était boiteuse — signe d'une possible malédiction selon certains.

### Descendance
De son union avec Philippe VI de France sont issus neuf enfants :
- Jean II (1319-1364), dit Jean le Bon, roi de France (1350-1364) ;
- Marie, née en 1326, promise par contrat du 8 juillet 1332 à Jean, fils aîné et héritier du duc Jean III de Brabant, morte le 22 septembre 1333 et inhumée dans l'église des Cordeliers de Paris[6] ;
- Louis (17 janvier 1328-id.) ;
- Louis (8 juin-23 juin 1330) ;
- Jean (1332-2 octobre 1333) ;
- N... (28 mai 1335-id.) ;
- Philippe (1er juillet 1336-1er septembre 1375), comte de Valois (1336-1375) et premier duc d'Orléans (1344-1375) ;
- Jeanne (1337-id.) ;
- N... (1343-id.).

### Mort et sépulture
Jeanne de Bourgogne meurt le 12 décembre 1349, peut-être des suites de l'épidémie de peste noire qui affectait le pays depuis 1347.
Conformément aux dernières volontés de la reine, son corps est enterré le 17 décembre dans la basilique de Saint-Denis, nécropole des rois de France, alors que son cœur est envoyé à Cîteaux, lieu de sépulture ancestral des ducs de Bourgogne et ses entrailles à l'abbaye du Moncel, monastère de clarisses favorisé par Philippe VI et Jeanne.
Le tombeau de Jeanne de Bourgogne dans la basilique de Saint-Denis est profané le 22 octobre 1793.

## Dans la fiction
Jeanne de Bourgogne apparaît dans le roman Le Lis et le Lion (1960), sixième tome de la célèbre suite romanesque Les Rois maudits de Maurice Druon. Dans l'adaptation télévisée de la série de 1972, elle est personnifiée par l'actrice Ghislaine Porret.
Elle apparaît aussi dans le roman historique Le Lion des Pyrénées (1959), premier tome de la suite romanesque La Vie fabuleuse de Gaston Phoebus des auteurs Myriam et Gaston de Béarn, inspirée de la vie de Gaston Fébus (1331-1391), comte de Foix et vicomte de Béarn. Dans la mini-série télévisée Gaston Phébus, le Lion des Pyrénées (1978) créée d'après cette œuvre romanesque, la reine Jeanne prend les traits de Claude Gensac,.
La reine joue également un rôle important dans la série romanesque La Malédiction de Gabrielle d'Andrea H. Japp qui se déroule au cours des dernières années de sa vie, au temps de la Peste noire.
Elle est aussi l'héroïne d'une série de bande dessinée, Jeanne, la mâle reine (scénario de France Richemond et dessins de Michel Suro), éditée dans la collection « Les Reines de sang » aux éditions Delcourt. Les deux premiers volumes de la série ont paru en 2018 et 2019. Le 3e et dernier opus est sorti à l'automne 2020.

### Études
Études portant sur Jeanne de Bourgogne
- Anne-Hélène Allirot, « La "male royne boiteuse" : Jeanne de Bourgogne », dans Anne-Hélène Allirot, Gilles Lecuppre et Lydwine Scordia, éditeurs, Royautés imaginaires, Turnhout, Brepols, 2005 (ISBN 978-2-503-51916-6 et 978-2-503-53740-5, DOI 10.1484/M.CSM-EB.3.407), p. 119-133.

- Anne-Hélène Allirot, « Jeanne de Bourgogne », notice biographique, sur Dictionnaire des Femmes de l'ancienne France [en ligne], Société internationale pour l'étude des femmes de l'Ancien Régime (SIEFAR), 2005.

- Isabelle Arseneau, « Un roman dont il n’y a rien à dire: La mise en livre de Méraugis de Portlesguez dans le manuscrit de Vienne ÖN 2599 », Études françaises, vol. 53, no 2,‎ 2017, p. 131-151 (ISSN 0014-2085 et 1492-1405, DOI 10.7202/1040900ar). Sur un manuscrit probablement préparé pour Jeanne de Bourgogne.

- Ghislain Brunel, « Saint Georges et le dragon. Le décor d’une charte de la reine Jeanne de Bourgogne (18 juin 1342) », Bulletin de la Société nationale des Antiquaires de France, vol. 2010, no 1,‎ 2015, p. 177–186 (lire en ligne).

- (nl) Claudine A Chavannes-Mazel, « De boeken van Jeanne de Bourgogne, koningin van Frankrijk (r. 1328-1349) », dans Johann-Christian Klamt et Kees Veelenturg, éditeurs, Representatie. Kunsthistorische bijdragen over vorst, staatsmacht en beeldende kunst, opgedragen aan Robert W. Scheller, Nijmegen, Valkhof Pers, 2004 (ISBN 9056251597, lire en ligne), p. 84-110.
  - traduction anglaise (brouillon) : (en) Claudine A. Chavannes-Mazel, The books of Jeanne de Bourgogne, queen of France, 2007, 23 p. [ébauche inédite]. Aussi disponible sur ResearchGate .

- Pierre Gasnault, « Une lettre missive de Clément VI à la reine Jeanne de Bourgogne », Mélanges d'archéologie et d'histoire, vol. 73,‎ 1961, p. 365-373 (lire en ligne).

- Pierre Gasnault, « Nouvelles lettres closes et "de par le roy" de Philippe VI de Valois », Bibliothèque de l'école des chartes, vol. 120,‎ 1962, p. 172-178 (lire en ligne).

- Murielle Gaude-Ferragu, « Les dernières volontés de la reine de France : les deux testaments de Jeanne de Bourgogne, femme de Philippe VI de Valois (1329, 1336) », Annuaire-Bulletin de la Société de l’histoire de France,‎ 2007, p. 23-66 (JSTOR 23408517).

- Louise Gay, « Le corps pluriel de la reine : entre majesté et arme politique (France, Xe – XIVe siècle) », Questes. Revue pluridisciplinaire d’études médiévales, no 45,‎ 2023, p. 49–68 (ISSN 2102-7188, DOI 10.4000/questes.6306, lire en ligne).

- Marc Gil, « Question de goût, question de genre ? Commandes de sceaux royaux et princiers autour des reines Jeanne II de Bourgogne (1328-1349) et Jeanne II de Navarre (1329-1349) », dans Cynthia J. Brown et Anne-Marie Legaré, éditrices, Les femmes, la culture et les arts en Europe entre Moyen Âge et Renaissance, Turnhout, Brepols, 2016 (DOI 10.1484/M.TCC-EB.5.107673, lire en ligne), p. 327-343.

- (en) Marguerite Keane, « Moving Possessions and Secure Posthumous Reputation: the Gifts of Jeanne of Burgundy (ca. 1293–1349) », dans Tracy Chapman Hamilton and Mariah Proctor-Tiffany (éditrices), Moving Women Moving Objects (400–1500), Brill, 2019 (ISBN 978-90-04-36344-1, DOI 10.1163/9789004399679_012), p. 228–246.

- Guillaume Mollat, « Clément VI et Jeanne de Bourgogne, reine de France », Comptes rendus des séances de l'Académie des Inscriptions et Belles-Lettres, vol. 101, no 4,‎ 1957, p. 412-419 (lire en ligne).

- Marie-Adélaïde Nielen, « Le sceau de la "virago" », Historia, no 732,‎ décembre 2007, p. 10 (lire en ligne). Présentation du sceau de Jeanne de Bourgogne par une conservatrice des Archives Nationales dans une revue de vulgarisation consacrée à l'histoire.

- Sarah Olivier, « Image du pouvoir et pouvoir de l’image : Parallèles, ﬁliation et légitimation dynastique dans deux enluminures commandées par Jeanne de Bourgogne (~1330-1340) », dans Catalina Girbea (éd), Langages du pouvoir au Moyen Âge et au début de la modernité, Paris, Classiques Garnier, coll. « Civilisation médiévale, n° 44 in »,‎ 2021 (ISBN 978-2-406-11915-9, résumé), p. 233-248.

- Sarah Olivier, « Réécrire la sainteté. Autour du ms. BNF, lat. 917, libellus de sainte Clotilde au XIVe siècle. Entre pratiques dévotionnelles et échos politiques », dans Fernand Peloux (éditeur), Des saints et des livres : Christianisme flamboyant et manuscrits hagiographiques du Nord à la fin du Moyen Âge (XIIIe – XVIe siècles), Turnhout, Brepols Publishers, coll. « Hagiologia » (no 17), 2021 (ISBN 978-2-503-59585-6, DOI 10.1484/m.hag-eb.5.126299), p. 349–380.

- Antoine Pélissier, « Clément VI (1342-1352) et la reine de France Jeanne de Bourgogne », Bulletin de la Société scientifique, historique et archéologique de la Corrèze, vol. 82,‎ 1960, p. 43-54.

- Aline Vallée-Karcher, « Jeanne de Bourgogne, épouse de Philippe VI de Valois : une reine maudite ? », Bibliothèque de l'école des chartes, vol. 138, no 1,‎ 1980, p. 94-96 (DOI 10.3406/bec.1980.450185, lire en ligne).

Généralités
- Anne-Hélène Allirot, Filles de roy de France : Princesses royales, mémoire de saint Louis et conscience dynastique (de 1270 à la fin du XIVe siècle), Turnhout, Brepols, 2010, 630 p. (ISBN 978-2-503-53594-4 et 978-2-503-56692-4, DOI 10.1484/M.CSM-EB.5.106619).

- Raymond Cazelles, La Société politique et la crise de la royauté sous Philippe de Valois, Paris, D'Argences, coll. « Bibliothèque elzévirienne. Nouvelle série. Études et documents », 1958, 495 p.

- Murielle Gaude-Ferragu, La Reine au Moyen Âge : Le pouvoir au féminin, XIVe – XVe siècle, Paris, Tallandier, 2014, 352 p. (ISBN 979-10-210-0265-4).

- Alexis-Noël Diagne (Jacques Heers, directeur de thèse), L'Hôtel de la Reine de France à la fin du Moyen Âge (1261-1422) (thèse de doctorat), Paris, Université Paris-Sorbonne (Université Paris IV), 1984 (OCLC 489661323, lire en ligne).

- Stanis Perez, Le Corps de la reine : engendrer le Prince, d’Isabelle de Hainaut à Marie-Amélie de Bourbon-Sicile, Perrin, 2019 (ISBN 9782262072889 et 9782262081430, lire en ligne ).

- [Petit, Histoire des ducs de Bourgogne] Ernest Petit, Histoire des ducs de Bourgogne de la race capétienne, t. VI, VII, VIII et IX, Dijon, Imprimerie Darantière, 1898, 1901, 1903 et 1905 [Tome VI en ligne] [Tome VII en ligne] [Tome VIII en ligne] [Tome IX en ligne].

- [Petit, Charles de Valois] Joseph Petit, Charles de Valois (1270-1325), Paris, Alphonse Picard et fils, éditeurs, 1900 (lire en ligne).

- Jules Viard, « Philippe de Valois avant son avènement au trône », Bibliothèque de l'École des chartes, t. 91,‎ 1930, p. 307-325 (lire en ligne).

- Jules Viard, « Philippe VI de Valois. Début du règne (février-juillet 1328) », Bibliothèque de l'École des chartes, t. 95,‎ juillet-décembre 1934, p. 259-283 (lire en ligne).

- Jules Viard, « L'Hôtel de Philippe VI de Valois (fin) », Bibliothèque de l'École des chartes, t. 55,‎ 1894, p. 598-626 (DOI 10.3406/bec.1894.447785, lire en ligne). Publication d'une ordonnance concernant l'hôtel de la reine, p. 605-610.

### Œuvres littéraires
- Myriam de Béarn et Gaston de Béarn, La Vie fabuleuse de Gaston Phoebus, t. I : Le Lion des Pyrénées (roman), Verviers, Gérard et cie, coll. « Bibliothèque Marabout Géant », 1969 (1re éd. 1959), 565 p. (OCLC 15503444).